# Zapping Zone
Zapping Zone fue un programa de televisión diario, emitido por la cadena Disney Channel, entre el año 2000 y 2012. Entre 2000 y 2009 hubo dos versiones para Hispanoamérica, una para la zona sur, y otra para la zona norte. Desde 2010 ambas versiones se unifican en una sola para toda Hispanoamérica.

## Sinopsis
Constaba de un programa en vivo en un estudio y hacia de primetime en Disney Channel Latinoamérica. Mientras se presentan las series originales de Disney Channel, diversos juegos, noticias y vídeos son transmitidos. Los juegos incluían concursos premiados. Una dinámica especial existió; siendo los camarógrafos parte importante del programa.
El programa se grabó en los estudios Non Stop en Buenos Aires, Argentina. Al momento de su lanzamiento, en el año 2000, y hasta el año 2003 fue producido por Cuatro Cabezas.

## Conductores
- Daniel Martins (2000 - 2012)[1][2]

- Caro Ibarra (2000 - 2010)[1][2]
- Diego Alcala (2000 - 2007)[1][2]
- Javier Zucker (2000 - 2005)[1][2]
- Verónica Spinelli (2000 - 2005)[1][2]
- Diego Topa (2000 - 2002)[1][2]
- Catalina Carreño Plaz (2000)[1][2]

- Stephanie Ornelas
- Xavier Piñón
- Valentina Nieves
- Carla Medina (2002 - 2010)
- Roger González (2002 - 2012)
- Rezzito Duarte
- Vanessa Andreu (2005 - 2012)
- Andre Suárez
- Elías Chiprut
- Alejandro Palacio
- Paulina Holguín (2010 - 2012)
- Miguel González (2008 - 2012)
- María Clara Alonso (2007 - 2011)
- Walter Bruno
- Valeria Baroni (2009 - 2012)
- Jackie Castañeda (2000 - 2005)
- Rodrigo Sieres
- Juliana Restrepo (2003 - 2004)
- Martha Higareda (2000 - 2001)
- Mauro García

## Juegos
El programa basa gran parte de su contenido en diversos juegos en los que el televidente desde su hogar puede participar vía telefónica, los juegos que se realizaban en el programa son: 
Sabuezo Cam: Juego en que se escondía algún objeto en el set y el participante elegía a un camarógrafo, el cual colocaba frente a su cámara una máscara de canino y el participante dirigía al camarógrafo hacia dónde deseaba ir para buscar el objeto encontrado en cierta cantidad de tiempo.
- Stop: Consiste en que, el jugador (a) después de elegir su camarógrafo previamente deberá pasar 4 estaciones, teniendo que hacerlo en la menor cantidad de tiempo posible y responder al menos 3 de las 4 preguntas para poder adquirir los premios, dando en este concurso bonus, que consisten en pasar la pregunta contándotela como correcta. Si el jugador acierta un mínimo de 3 preguntas, gana. En caso de que sea competencia, si empatan los dos jugadores, el que tenga la menor cantidad de tiempo gana.
- Ojo Con Las Diferencias: solo estuvo por el día 21/01/2010. Se trata de ver 4 episodios de Phineas y Ferb y después volver a verlos, pero modificados, es decir, con muchas diferencias. Se trataba de ver las diferencias de los episodios y después escribirlos en www.disneylatino.com.
- Fan de Serie (Fuera de Serie): el/la participante mira con mucha atención un fragmento de un capítulo de cualquier serie que se transmita en el Zapping Zone. Después de verlo se le hacen 3 preguntas y luego de cada pregunta se ve la parte del video que dice la respuesta para determinar si el jugador contestó lo correcto. Si el jugador acierta un mínimo de 2 preguntas, gana.
- ZZ News, el juego (Noticias Locas): comienzan haciéndole un cuestionario al jugador. Después le dan tres noticias de las cuales solo una es verdad y si escoge la correcta gana.
- Jingle Z: El juego comienza poniendo una canción y repentinamente la pista se detiene, a lo que el participante debe seguir cantando del punto en el que se quedó la pista durante unos 15 segundos y si se sabe la letra correctamente gana. Cabe mencionar que algunas canciones eran en inglés, lo cual hacía más difícil el juego.
- ID: Este juego consiste en una serie de 10 preguntas que el participante debe responder en un minuto y cada respuesta correcta es una pista para adivinar quién es el personaje secreto, mientras más preguntas se respondan correctamente, más pistas tendrá el concursante y será más fácil adivinar. El personaje secreto puede ser desde un miembro del equipo del zapping zone, personajes de las series o películas(ya sea de carne y hueso o animados), hasta estrellas internacionales que incluso ni siquiera trabajan con Disney.
- El embajador: Uno de los juegos menos frecuentes. Se requerían dos participantes y que cada uno fuera de distinto país, después se les hacían 3 preguntas relacionadas con el país del cual provenía el rival y quien tuviera el mayor número de aciertos ganaba o si era igual había un empate y ambos recibían premios de primer lugar.

### Juegos mensuales
Es cuando se elige 4 jugadores que hayan conseguido el mejor tiempo al jugar durante todo el mes, para competir entre sí. Se divide en dos fases: semifinal y final. Las semifinales se juegan en dos días (2 jugadores por día) y la final juegan por lógica los ganadores de los juegos anteriores. Los premios son generalmente colecciones de DVD de Disney Channel o libros, entre otras cosas. Estos juegos se realizan generalmente los 3 últimos días del mes.

### Juegos anuales
Es igual a los mensuales, la única diferencia es que los jugadores elegidos son los que consiguieron mejor tiempo en todo el año. Los premio de este juego suelen ser playeras autografiadas, postales, libretas, DVD, CD de música, libros, y otras cosas más. Estos juegos se realizan generalmente antes de terminar el año.

## Premios a los ganadores
Los ganadores reciben premios relacionados con el programa, con Disney Channel, así como camisetas, gorras, postales autografiadas, mochilas, discos, DVD, guitarras autografiadas, entre otros y cuando el televidente gana la final mensual del Stop puede ganar desde un DVD hasta un dulce. 

### Premios especiales
- Cuando hay algún concierto de alguna estrella de Disney, o estreno de alguna película de Disney para cines, en algún país de Latinoamérica, los premios suelen ser entradas y en el caso de conciertos, cosas extras como pases a Backstage o Prueba de sonido.
- En Ojo con las diferencias no se habló por teléfono, nada más si se escribían bien las diferencias de los episodios de Phineas y Ferb, desbloquearía un episodio nuevo y nunca antes visto de Phineas y Ferb, El Concurso de baile.

## Series
En Disney Channel Latinoamérica se utilizó el horario del Zapping Zone como primetime del canal, la mayoría de los estrenos y nuevas series se transmitían en este programa. Gran parte de las series transmitidas son Disney Channel Original Series. Todas las semanas emitían 3 series distintas más 1 episodio de Phineas y Ferb. Cuando el programa inició, solo transmitía 3 series, sin cambio alguno. luego el formato fue cambiado, al mencionado anteriormente. Originalmente se dividía la serie en 2 partes, para intercalar la transmisión en vivo, pero luego fue cambiado y se esperó a que la serie terminara para continuar con los bloques en vivo.

### Series emitidas
- Los Hechiceros de Waverly Place
- Programa de talentos
- ¡Buena Suerte, Charlie!
- Phineas y Ferb
- Jessie
- Austin & Ally
- ¡Qué Onda!
- Hannah Montana
- Floricienta
- Las nuevas locuras del emperador
- Es Tan Raven
- La Peor Bruja
- Querida, encogí a los niños
- Buzz Lightyear: Comando estelar
- Mano a Mano
- Lizzie McGuire
- Sunny entre estrellas
- Jonas L.A
- Zack y Cody: Gemelos en acción
- Zack y Cody: Gemelos a bordo
- Zeke y Luther
- Estoy en la banda
- Peter Punk
- Par de Reyes
- Phil del Futuro
- Aprendiendo a vivir
- Mi vida con Derek
- Timón y Pumba
- Jake Long: El dragón occidental
- ¿Por qué a mi?
- Kim Possible
- La familia Proud
- Supertorpe
- Cory en la casa blanca
- A todo ritmo

## Estructuras
El programa tuvo una duración de 2 h para ambas zonas, todas las versiones eran grabadas en los Estudios Non-Stop, situados en Buenos Aires, Argentina.

## Foro
El foro del Zapping Zone es amplio e ideado para los diversos juegos. Así mismo contiene elementos de diversos temas de Disney Channel.
- Torre de Lazaro: en la cima del foro se encuentra Lázaro, el DJ del Zapping Zone, desde ahí los conductores hacen diversas presentaciones, recurrentemente musicales.
- Sala: segundo piso del foro, además de la pista de skateboard.

Actualmente el foro es de color preponderantemente azul. Se realizan algunos de los juegos en el túnel.

## Programas alternos
En el 2004, se crearon dos programas alternativos del Zapping Zone: Zapping Music y Zapping Sports. Estos eran transmitidos los fines de semana y tenían una duración de 22 minutos aprox.
- Zapping Music: Fue un programa dedicado a la música, como su nombre lo indica. Allí se presentaban entrevistas a famosos y vídeos musicales. Era conducido por Caro Ibarra en la zona sur, y por Jackie Castañeda en la zona norte.
  - Zapping Sports: Fue un programa dedicado al mundo del deporte, allí se mostraban notas acerca de una disciplina deportiva. Era conducido por Dani Martín, en la zona Sur, y por Roger González en la zona norte.

### Otros programas alternos
- Lo mejor del Zapping Zone: Fue un programa donde se presentaba un resumen con lo mejor de la semana en el programa. Era transmitido los fines de semana. Fue retirado en 2006.
  - Zapping Movies: Fue un bloque que se presentaba los viernes después del Zapping Zone, conducido por Roger y Vanessa, donde se presentaban las Películas Originales de Disney Channel. Fue emitido a principios de 2006, y a finales de ese mismo año, fue retirado; cambiando este bloque de horario y de nombre a Película Disney Channel, pero ya sin conducción.

### Algunos datos
- Durante la primera temporada al final del programa se presentaba la "Foto del Día" la cual era una foto de algún momento chistoso o emocionante que había sucedido durante el programa, y dicha foto quedaba disponible en el sitio web del ZZ para descargar y coleccionar.
- En Argentina también se vio por Azul TV en 2001 y por Telefe en 2002.
- En septiembre de 2008, el foro del ZZ fue remodelado completamente cambiando de color predominante el naranja al azul, poniendo una gran pantalla en el centro del foro entre otros cambios. Además, también el día que presentaron el foro remodelado entró el conductor colombiano Miguel González, primera vez que hubo más de dos conductores en el foro simultáneamente.
- A partir de 2009 el juego del "STOP" algunas veces se realizaba mediante videollamada pudiendo ahora ver al concursante en la gran pantalla que había en el centro del foro.
- En 2010, los conductores de las dos versiones en español del ZZ (Norte-centro y Sudamérica) fueron juntados en una sola la cual ahora se transmitía a toda Hispanoamérica.